# Ideallinie

Verschiedene mögliche Ideallinien durch eine Kurve, die sich alle am Scheitelpunkt (Apex) kreuzen

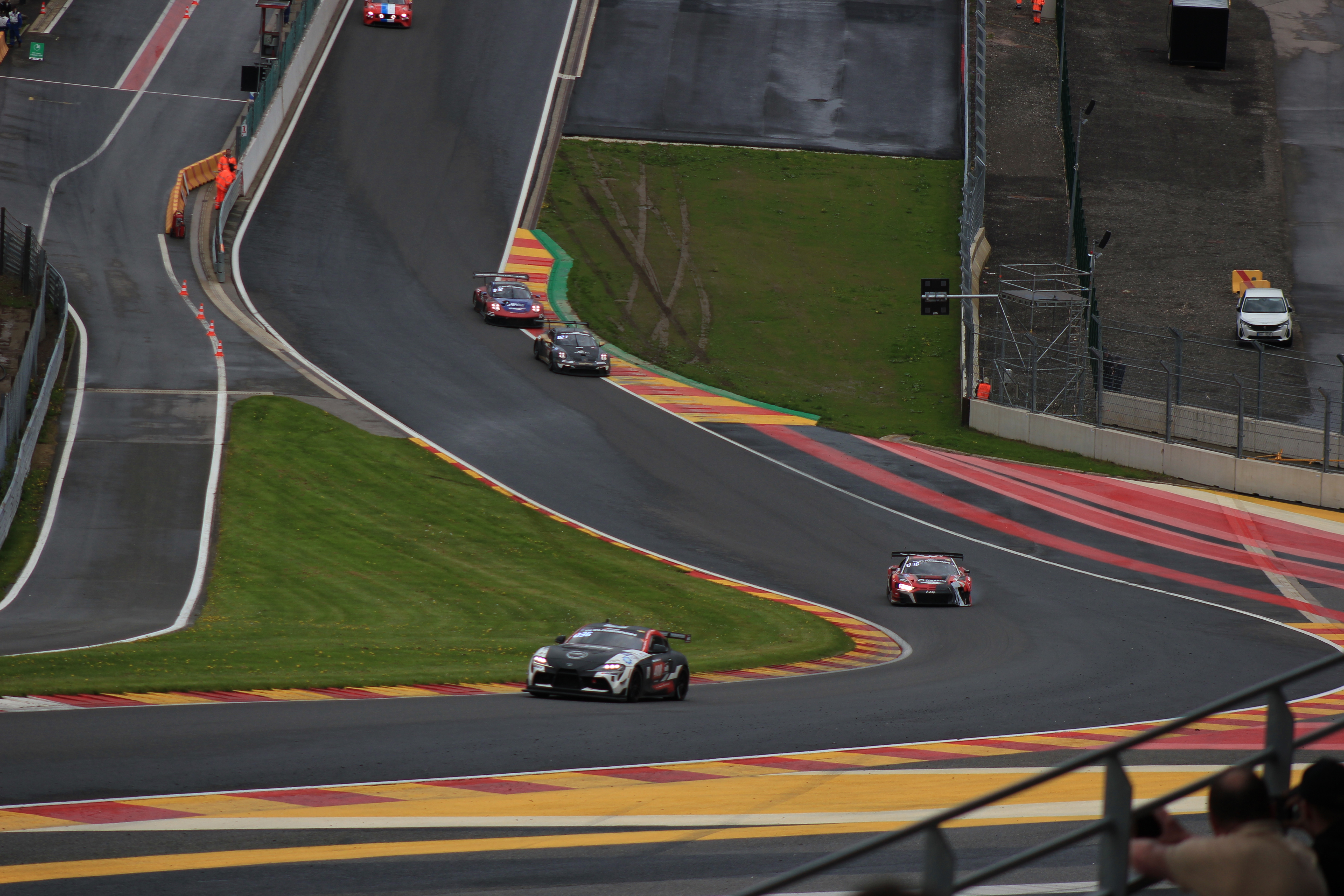
Ein Beispiel der Ideallinie anhand der durch die Mehrfachbefahrung aufgetrockneten Strecke (heller Asphalt) als Unterschied zur wenig bis gar nicht befahrenen Stellen die nass geblieben sind (dunkler Asphalt)

Die Ideallinie ist eine gedachte Linie, die auf einer Rennstrecke den schnellstmöglichen Weg beschreibt. Dieser kann allerdings unterschiedlich für verschiedene Fahrzeuge oder Fahrstile sein. Auch verschiedene Fahrzeugabstimmungen (Setups) bedingen manchmal verschiedene schnellste Linien.
Jede Rennstrecke besitzt mehrere charakteristische Ideallinien, auf der die Strecke in Abhängigkeit von den geltenden Rahmenbedingungen in der höchsten Durchschnittsgeschwindigkeit umfahren werden kann. Zu berücksichtigende Rahmenbedingungen sind vor allem das Setup und der Grip sowie die Strecken- und Wetterverhältnisse, wie etwa Nässe, Trockenheit und Temperatur. So gibt es für keine Rennstrecke eine allgemein gültige Ideallinie, die für jedes Fahrzeug und für jede Witterung gelten würde.
Vereinfacht ausgedrückt ist die Ideallinie die Linie, die unter den gegebenen Verhältnissen am schnellsten durch eine Kurve führt. Dabei kann die Ideallinie einer Kurvenkombination von den Ideallinien der einzelnen Kurven abweichen. Ebenso gibt es für manche Kurventypen auch bei gleichen Bedingungen mehrere mögliche Ideallinien.
Die Ideallinie ist selten der kürzeste Weg durch eine Kurve. Die Strategie der schnellsten Linie ist eher die, den Kurvenradius zu vergrößern und möglichst früh wieder aus der Kurve heraus zu beschleunigen. So wird eine Kurve meist außen angebremst, spät eingelenkt, am Scheitelpunkt (Apex) innen angefahren und dann die Fahrbahnbreite genutzt, um das Fahrzeug unter Beschleunigung heraustragen zu lassen. Im Zweikampf wählt der Vordermann statt der Ideallinie zur Verteidigung seiner Position häufig die Kampflinie.
Bei nassem Untergrund wird meist die „Regenlinie“ so gewählt, dass ein weiter Bogen gefahren wird, den Gummiabrieb im Scheitelpunkt vermeidend. Außerdem ist durch eine auch geringe Überhöhung der Außenrand der Kurve schneller abgetrocknet, da das Wasser, dem Gefälle folgend, zum Innenrand fließt.
Auch in anderen Sportarten existieren Ideallinien, etwa beim Ski- oder Radrennsport und im Marathonlauf.

## Kurvenschneiden

Krümmungsradien beim Kurvenschneiden

Verlässt der Fahrer im Straßenverkehr beim Durchfahren einer Kurve seine eigene Fahrspur, spricht man vom Kurvenschneiden. Der Krümmungsradius beim normalen Durchfahren der Kurve ist r1. Für die Abhängigkeit der maximalen Geschwindigkeit, mit der man eine Kurve durchfahren kann, und dem Krümmungsradius r gilt
{\displaystyle v_{\text{max}}\sim {\sqrt {r}}}.
Das Schneiden einer Kurve erhöht den Krümmungsradius auf r2; man kann also schneller durch die Kurve fahren. Muss man bei Gegenverkehr jedoch schlagartig ausweichen, ist der Krümmungsradius r3 so klein, dass das Auto nicht mehr kontrollierbar ist.
Das Kurvenschneiden ist ein Verstoß gegen das Rechtsfahrgebot.